# Hans Simonsson (friidrottare)
Hans Simonsson, en svensk friidrottare (stavhopp). Han vann SM-guld i stavhopp år 1926. Han tävlade inom landet för IK Göta i Stockholm.